# Viktorsberg
Viktorsberg – gmina w Austrii, w kraju związkowym Vorarlberg, w powiecie Feldkirch. Liczy 390 mieszkańców (1 stycznia 2015).